# Мирза Мухаммад Хоссейн Наини
Мирза Хосейн Наини, шейх уль-ислам Мухаммад Хуссейн Гереви Наини Манучехри Эсфахани (16 июня 1869, Наин — 14 августа 1936, ан-Наджаф) — шиитский богослов, иракский политический деятель, исламский правовед.

## Происхождение
Наини родился в семье потомственных богословов. Его отец, Мирза Абдуррахим Шейх аль-Ислам происходил из династии Манучехри, все представители которой имели должность шейха уль-ислама в Исфахане. Семья была очень уважаемой в народе за ученость, религиозность и готовность помочь нуждающимся.

## Образование в Исфахане
Наини посещал начальную школу в городе Наин. В 17 лет переехал в Исфахан, где изучал фикх, философию и риторику, арабский язык, персидскую литературу и математику. В Исфахане послился в доме Хаджи Мохаммада Наджафи Исфахани, главы религиозной школы «Хозе оль-Мие» и давнего друга своего отца. Он изучал усуль аль-фикх у Абу аль-Маали Карбаси, философию и теологию у Мирзы Джахангира Хана Кашкаи, шейха Мохаммада Хасана Хезарджариби и фикх у шейха Мухаммед Наджафи Исфахани, известного как Ака Наджафи Эсфахани.

## Образование в Самарре и Наджафе
В 1887 году переехал в Ирак, недолго пожил в ан-Наджафе, затем учился в религиозной школе в Самарре, где учился у таких мастеров, как Мирзаи Бозорги Ширази, которые сделал «Хозе аль-Миа» центром религиозной науки. В Самарре у него были такие знаменитые преподаватели, как сейед Мирзаи Ширази, сейед Эсмаил Садр и сейед Мохаммад Фешораки. Он поддерживал конституционное движение в Иране. В 1898 году после смерти своего учителя вернулся в Наджаф, где много лет работал с Ахундом Хорасани.

## Ученики
В число самых известных учеников Наини входили:
1. Мирза Мехди Исфахани
2. Абу аль-Касим аль-Хой
3. Мохаммад Хади Милани
4. Али Мохаммад Боруджерди
5. Мохсен Хаким
6. Мохаммад Хуссейн Табатабаи
7. Махмуд Хоссейни Занджани Мирза
8. Мехди Махдави Лахиджи
9. Мохаммад Таки Бахджит
10. Хусейн Шашахани
11. Абд ар-Расул Бехбахани

И многие другие виднейшие шиитские богословы Ирана и Ирака.

## Идеи

### Политические идеи
Имел взгляды, близкие к панисламистским идеям Джамалуддина аль-Афгани, с которым они дружили в молодости.

### Исламское государство
Наини был одним из первых шиитских богословов, открыто заявлявших о необходимости создания исламской конституции. Он считал, что только ислам может являться высшей силой, способной примирить закон, правителей и подданных. Конституция, по мнению Наини, должна основываться на исламских нормах.

### Велаяте факих
Идея верховного исламского лидера занимает большое место в трудах Наини и Ахунда Хорасани. И, хотя Хорасани. И, хотя Хорасани уделял этой идее немного внимания, Наини очень плотно рассматривал этот вопрос. По его мнению, определять основы религии, а, значит, и управлять государством, основанном на законах ислама, должны исламские правоведы.

### Представительная власть
Истоки представительной власти видел с самых первых лет ислама. Пророк Мухаммед, по его мнению, не был единовластным правителем: все свои решения он принимал только после посоветовавшись с окружением. Наини считал, что только тираны действуют по своей единоличной воле, и авторитаризм противоречит законам ислама.

## После Первой Мировой войны
После Первой мировой войны, в 1918 году большая часть территории Ирака была оккупирована Великобританией. Лидеры шиитской общины объявили британцам джихад, Наини выступил в их рядах. После поражения Османской империи Великобритания попыталась создать марионеточное правительство в Ираке и провести в стране референдум. Иракские богословы издали фетву, в которой осудили выборы, организованные британцами. Оказавшись в этом затруднительном положении британцы в 1921 году решили основать в Ираке монархию и помогли занять престол королю Фейсалу I, своему союзнику.
Из-за фетвы иракский референдум провалился в ан-Наджафе и Куфе. После этих событий британцы изгнали глав шиитской общины из страны. Наини, Абу аль-Хасан Исфахани и Мирза Мухаммед Али были высланы в Иран. Изгнанники поселились в Куме, преподавали там богословие. Однако, уже через год ситуация изменилась: под давлением населения Фейсал был вынужден извиниться и снова пригласить изгнанников в Наджаф. Уже в 1923 году они вернулись домой и вновь объявили джихад, на этот раз уже королю Фейсалу, пытаясь сорвать выборы в Учредительное собрание Ирака.
В поздние годы жизни Наини выступал за дружбу и сотрудничество Ирана и Ирака.

## Работы

### На персидском языке
- Обряды хаджа (مناسک حج)
- Наказание нации и власть моллы (تنبیه‌الامه و تنزیه‌المله)

### На арабском языке
- Путь к спасению (وسیلةالنجات)
- Примечания к наиболее сложным загадкам (حواشی علی العروةالوثقی)
- О молитве в сомнительном одеянии (رساله الصلاة فی اللباس مشکوک)
- О нарушении молитвы (رسالة فی احکام الخلل فی الصلاة)
- Об отказе от вреда (رسالة فی نفی الضرر)
- О почтенном и едином (رسالة فی التعبدی و التوصلی)
- Ответы на задаваемые вопросы (اجوبة مسائل المستفتین)
- По вопросам хаджа и обрядов (رسالة فی مسائل الحج و مناسکه)
- Перечень примечаний к наиболее сложным вопросам (فهرست الحواشی علی العروة الوثقی)